# Ludolf-Hermann von Alvensleben
Pour les articles homonymes, voir von Alvensleben.
Ne doit pas être confondu avec Ludolf Jakob von Alvensleben.
Ludolf von Alvensleben est un homme politique allemand du Troisième Reich et un SS-Gruppenführer, né le 17 mars 1901 à Halle (Allemagne) et mort le 17 mars 1970 à Santa Rosa de Calamuchita (en), province de Córdoba (Argentine).
En 1944, il est Höhere SS- und Polizeiführer pour Dresde et sa région.

## Carrière
Fils du général Ludolf d'Alvensleben (de) et issu d'une famille aristocrate prussienne, il intègre en 1911 le corps de cadets de la Deutsches Heer. Il combat pendant la Première Guerre mondiale dans le 10e régiment de hussards (de).
En 1923, il s'engage dans le mouvement paramilitaire nationaliste Stahlhelm, Bund der Frontsoldaten jusqu'en 1929. Il fait ensuite des études d'agronomie. Il est élu député au Reichstag en 1933 et le reste pendant quatre législatures jusqu'en 1945.
Il est nommé chef du 46e régiment SS (SS-Standarte Elbe) à Dresde. Il commande, dès l'invasion de la Pologne en septembre 1939, les groupes paramilitaires d'auto-défense « Volksdeutscher Selbstschutz Westpreussen » dans le Reichsgau « Danzig-West Preußen » qui se livrent à de nombreuses exactions contre la population polonaise notamment à Bydgoszcz en Poméranie (voir vallée de la mort) dans le cadre général de l’opération Tannenberg.

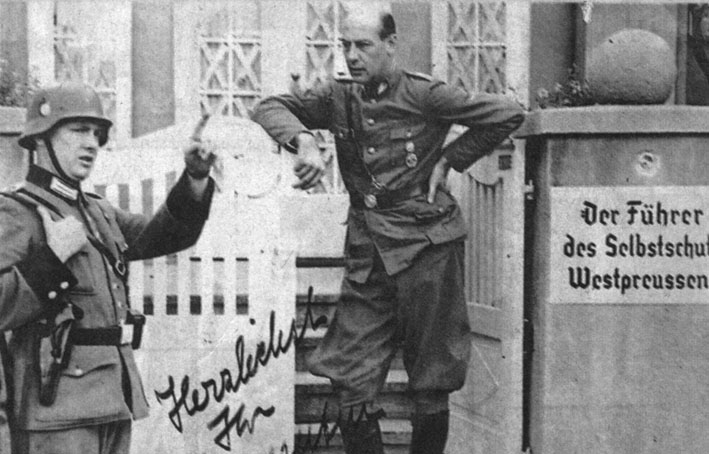
Ludolf-Hermann von Alvensleben, portant un uniforme de SS-Oberführer, en conversation avec un militaire de la Wehrmacht, devant son quartier général à Bydgoszcz (Pologne, 1939).

Dans le même temps, les Tsiganes, les militants nationalistes, les Juifs, les prêtres catholiques, les intellectuels, les Allemands catholiques, les Volkdeutsche mariés à des Polonaises sont internés dans des camps. Au 5 octobre 1939, le Selbstchutz d'Alvensleben compte 17 667 hommes et a déjà exécuté 4 247 polonais. Il est nommé premier adjudant d'Heinrich Himmler puis, en novembre 1941, il devient SS und Polizeiführer (SSPf) de la Crimée à Simferopol. En octobre 1943, il est promu HSSPf de la région Elbe à Dresde.
En avril 1945, il est arrêté par les Alliés. Mais fin 1945, il s'évade du camp d'internement de Neuengamme. Il fuit en 1946 en Argentine avec sa famille. En 1952, le gouvernement de Juan Perón lui accorde la nationalité argentine sous le nom de Carlos Lücke. Il vit à Buenos Aires jusqu'en 1956. Il travaille comme inspecteur d'une entreprise de pisciculture.
En 1964, la cour de district de Munich lance un mandat d'arrêt contre lui pour l'assassinat d'au moins 4 267 personnes en Pologne à partir de 1939, mais il n'est pas extradé et meurt en Argentine en 1970.